# Parmelinopsis britannica
Parmelinopsis britannica är en lavart som först beskrevs av D. Hawksw. & P. James, och fick sitt nu gällande namn av Elix. Parmelinopsis britannica ingår i släktet Parmelinopsis och familjen Parmeliaceae.   Inga underarter finns listade i Catalogue of Life.